# Hans Leo Hassler
Hans Leo Hassler (Norimberga, 26 ottobre 1564 – Francoforte sul Meno, 8 giugno 1612) è stato un compositore e organista tedesco del tardo rinascimento e del primo barocco.

## Biografia
Hassler, molto probabilmente, iniziò a studiare musica con il padre che era organista. Nel 1584, come molti compositori tedeschi del tempo, si trasferì in Italia per perfezionare i suoi studi: egli arrivò a Venezia nel periodo di maggior fulgore della Scuola veneziana, quando chi componeva in quello stile diventava presto famoso anche al di fuori della città di provenienza. Hassler aveva già familiarità con detto stile poiché molte composizioni dei musicisti della scuola avevano già raggiunto la Germania a seguito dell'interessamento di Leonhard Lechner che era in contatto con Orlando di Lasso a Monaco di Baviera.
Nel corso del suo soggiorno a Venezia diventa amico di Giovanni Gabrieli; tutti e due studiano con Andrea Gabrieli, zio di Giovanni.
Hassler ritornò in Germania nel 1586, ed andò ad Augusta dove fu al servizio, come organista, di Ottaviano II Fugger discendente della omonima famiglia di banchieri tedeschi. Gli anni che trascorse ad Augusta furono fra i più creativi della sua carriera di compositore; in aggiunta egli divenne molto famoso sia come compositore che come organista, ma nonostante ciò la sua influenza fu modesta in quanto egli era protestante in una regione profondamente cattolica. Successivamente si trasferì a Norimberga e quindi ad Ulma. In questo periodo si ammalò di tubercolosi che lo portò presto a morte, anche se fu per un breve periodo a Dresda, dove scrisse i suoi ultimi lavori. Dopo la sua morte gli succedettero nell'incarico Michael Praetorius e Heinrich Schütz.

## Stile musicale
Hassler fu il primo compositore a portare al di là delle Alpi le innovazioni introdotte dalla Scuola veneziana. Mentre compositori della statura di Orlando di Lasso avevano lavorato in Germania per molti anni, rappresentando la vecchia scuola con la polifonia di stampo rinascimentale, nello stesso periodo in Italia stava emergendo la nuova corrente che diede poi inizio alla musica barocca, e musicisti come Hassler prima e Schütz dopo, furono fondamentali nell'importare in Germania lo stile concertato, la musica policorale e la libera espressività emozionale della Scuola veneziana, creando la prima fucina del barocco fuori dall'Italia.
La musica sacra di Hassler è scritta sia per il rito cattolico che per quello luterano. Dal punto di vista stilistico, le sue prime composizioni sono più innovative delle ultime: egli usa la tecnica policorale, contrasti testurali ed occasionali cromatismi nella musica scritta dopo il ritorno dall'Italia, ma la maggior parte della musica sacra scritta negli ultimi anni di vita presenta lo stile polifonico alla maniera di Palestrina. La sua musica profana, che tocca forme quali madrigali, canzonette, ricercare e toccate, mostra alcune tecniche di Gabrieli ma con una certa repressione dello slancio ed una sistematica ricerca della bellezza del suono.

## Opere
- Canzonette (Norimberga, 1590)
- Cantiones sacrae (Augusta, 1591)
- Madrigals (Augusta, 1596)
- Neüe teüsche Gesäng nach Art der welschen Madrigalien und Canzonetten (Augusta, 1596)
- Messe (Norimberga, 1599)
- Lustgarten neuer teutscher Gesäng (Norimberga, 1601)
- Sacri concentus (Augusta, 1601 e 1612)
- Psalmen und christliche Gesäng (Norimberga, 1607)
- Kirchenesäng (Norimberga, 1608)
- Venusgarten (Norimberga, 1615) (musica strumentale)
- Litaney teütsch (Norimberga, 1619)